# Mihai Chițu
Mihai Chițu (n. 31 decembrie 1979 la București) este un cântăreț român notabil pentru câștigarea celui de-al treilea sezon al emisiunii-concurs Vocea României.

## Copilăria, studiile și activitatea muzicală
Chițu susține că a fost mereu autodidact și că, deși a început să cânte de la vârsta de 5–6 ani, nu și-a dat seama că are un talent până în timpul liceului. A urmat timp de două luni cursuri la Școala Populară de Artă din București.
În 2002, l-a cunoscut pe Răzvan Fodor și a cântat o dată la studioul formației Krypton, după care a urmat o colaborare până în 2012 cu trupa Înalta Societate, cu o pauză în perioada 2005–2009. În 2012 a început să colaboreze cu formația Direcția 5, cântând împreună cu aceasta în câteva spectacole, după care a avut spectacole private la Mamaia și apoi, împreună cu 2zece Band, la București.
Pe lângă activitatea sa muzicală, Mihai Chițu a lucrat și ca agent de vânzări până în 2013, când a câștigat concursul Vocea României.

## Viața personală
Mihai Chițu s-a căsătorit în 2007 cu o profesoară de educație fizică și sport cu care s-a cunoscut în 2002. Ioana și Mihai Chițu au o fiică pe nume Riana, născută în 2009.

## Participarea laVocea României
Chițu s-a înscris la preselecțiile pentru primele trei sezoane ale emisiunii Vocea României (2011—2013), însă a fost respins în primele două. La al treilea sezon, s-a calificat pentru etapa audițiilor pe nevăzute, unde l-a ales pe Horia Brenciu ca antrenor, după ce acesta și Marius Moga au fost convinși de interpretarea sa a piesei „The Great Pretender”. Concurentul s-a făcut remarcat pe parcursul participării lui, calificându-se în finala din 26 decembrie 2013, în care a concurat alături de alți 3 muzicieni aspiranți și în care s-a clasat pe locul I, obținând 37,34% din voturile telespectatorilor și aflându-se la o diferență de 0,78% de Sânziana Niculae, clasată pe locul II. Artistul a declarat că dorește să-și investească premiul de 100 000€ în familia sa și în muzică.

### Melodii interpretate în concurs
| Nr. | Piesă                                     | Interpret original                        | Data episodului    |
| --- | ----------------------------------------- | ----------------------------------------- | ------------------ |
| 1   | „The Great Pretender”                     | The Platters                              | 28 septembrie 2013 |
| 2   | „Kids” (împreună cu Ruxandra Măcărescu)   | Robbie Williams și Kylie Minogue          | 9 noiembrie 2013   |
| 3   | „One More Try”                            | George Michael                            | 7 decembrie 2013   |
| 4   | „I Don't Want to Miss a Thing”            | Aerosmith                                 | 14 decembrie 2013  |
| 5   | „La Viflaim, colo-n jos”                  | „La Viflaim, colo-n jos”                  | 21 decembrie 2013  |
| 6   | „Delilah”                                 | Tom Jones                                 | 21 decembrie 2013  |
| 7*  | „'O sole mio” (împreună cu Horia Brenciu) | „'O sole mio” (împreună cu Horia Brenciu) | 26 decembrie 2013  |
| 8   | „Caruso”                                  | Lucio Dalla                               | 26 decembrie 2013  |
| 9   | Colaj (împreună cu Corina Chiriac)        | Colaj (împreună cu Corina Chiriac)        | 26 decembrie 2013  |
| 9   | „O clipă de sinceritate”                  | Corina Chiriac                            | 26 decembrie 2013  |
| 9   | „Păi de ce?”                              | Corina Chiriac                            | 26 decembrie 2013  |
| 9   | „Ne cunoaștem din vedere”                 | Corina Chiriac                            | 26 decembrie 2013  |
| 9   | „Unde erai?”                              | Corina Chiriac și Marius Țeicu            | 26 decembrie 2013  |
| 9   | „Opriți timpul”                           | Corina Chiriac                            | 26 decembrie 2013  |

* Reluată după câștigarea concursului.
| Predecesor: Julie Mayaya | Câștigător al concursului Vocea României 2013 | Succesor: Tiberiu Albu |